# La buena vida (pel·lícula de 1996)
La buena vida és una pel·lícula espanyola de comèdia de 1996 dirigida per David Trueba. La pel·lícula fou exhibida a la Quinzena dels Directors i nominada a la Caméra d'Or al 50è Festival Internacional de Cinema de Canes. El juliol de 2007 va ser ominada al Globus de Cristall i va guanyar el Premi Especial del Jurat al 32è Festival Internacional de Cinema de Karlovy Vary. El 2018 ha rodat una nova versió amb els mateixos protagonistes titulada Casi 40.

## Sinopsi
Tristán, de 15 anys i que disfruta d'una vida tranquila queda orfe a causa d'un accident i ha de prendre la decisió d'anar a viure amb la seva tia, que va ser amant del seu pare, o ingressar en un centre d'acolliment.

## Repartiment
- Fernando Ramallo - Tristán
- Lucía Jiménez - Lucía
- Luis Cuenca - Avi
- Isabel Otero - Isabelle
- Joel Joan - Claudio
- Vicky Peña - Mare
- Jordi Bosch - Pare

## Palmarès cinematogràfic
XI Premis Goya
| Categoria                   | Persona       | Resultat  |
| --------------------------- | ------------- | --------- |
| Millor director novell      | David Trueba  | Candidat  |
| Millor actor de repartiment | Luis Cuenca   | Guanyador |
| Millor actriu revelació     | Lucía Jiménez | Candidat  |
| Millor guió original        | David Trueba  | Candidat  |